# Montcenis
 Montcenis  es una comuna y población de Francia, en la región de Borgoña, departamento de Saona y Loira, en el distrito de Autun. Aunque es la cabecera del cantón de su nombre, Blanzy y Torcy  la superan en población.
Su población municipal en 2007 era de 2 188 habitantes. Forma parte de la aglomeración urbana de Le Creusot.
Está integrada en la Communauté urbaine Le Creusot-Montceau-les-Mines .

## Demografía
| 1 066 | 1 068 | 1 091 | 1 219 | 1 508 | 1 404 | 1 494 | 1 664 | 1 824 | 1 859 | 1 900 | 1 882 | 1 921 | 1 918 | 1 995 | 2 036 | 2 192 | 2 066 | 2 288 | 2 491 | 2 484 | 2 170 | 1 965 | 1 941 | 2 038 | 2 131 | 2 195 | 2 201 | 2 376 | 2 361 | 2 339 | 2 352 | 2 188 |
| Para los censos de 1962 a 1999 la población legal corresponde a la población sin duplicidades (Fuente: INSEE [Consultar]) |       |       |       |       |       |       |       |       |       |       |       |       |       |       |       |       |       |       |       |       |       |       |       |       |       |       |       |       |       |       |       |       |